# 白條鈍鰕虎魚
白條鈍鰕虎魚（学名：Amblygobius albimaculatus）为鰕虎鱼科鈍鰕虎魚属的鱼类，俗名环带鲨。分布于红海、印度洋非洲东岸至太平洋中部波利尼西亚、南至澳大利亚、台湾岛以及西沙群岛、海南岛等，属于暖水性近岸鱼类。其主要生活于岩礁或珊瑚丛中，體長可達18公分，可作為觀賞魚。该物种的模式产地在红海。

## 扩展阅读
維基物種上的相關：白條鈍鰕虎魚